# Sea Cloud Spirit
Die Sea Cloud Spirit ist ein als Kreuzfahrtschiff gebautes Dreimast-Vollschiff der Hamburger Reederei Sea Cloud Cruises.

## Geschichte
Das Schiff wurde am 22. März 2007 bei der spanischen Werft Factoria de Naval Marin in Vigo bestellt. Die Kiellegung des Schiffes erfolgte am 18. Juli 2008. Im Sommer 2010 ging die Werft in Konkurs. Der Weiterbau des Schiffes wurde daraufhin zunächst eingestellt.
Erst am 18. Mai 2015 wurde der Kasko zu Wasser gelassen, zunächst aber aufgelegt. Ende Juni 2015 kaufte Nodosa Group in Pontevedra den Kasko von der Bank Bankia. Im Herbst 2018 erhielt die ebenfalls in Vigo ansässige Werft Metalships & Docks von einer Sea Cloud Cruises nahestehenden Eignergesellschaft den Auftrag, das Schiff fertigzubauen. Der Kasko wurde daraufhin für den Weiterbau wieder aufgeslippt. Am 27. Oktober 2019 erfolgte ein erneuter Stapellauf. Aufgrund der COVID-19-Pandemie kam es im Jahr 2020 zu deutlichen Verzögerungen beim Weiterbau des Schiffes. So musste dieser aufgrund der Ausgangssperren in Spanien vorübergehend unterbrochen werden. Die ursprünglich für den 20. August 2020 vorgesehene Taufe und die am 29. August folgende Jungfernfahrt wurden abgesagt. Auch ein neuer Termin für die Jungfernreise am 22. April 2021 musste verschoben werden. Die Fertigstellung des Schiffes erfolgte schließlich am 29. April 2021, mehr als zehn Jahre später als ursprünglich geplant.
Der Entwurf für das Schiff stammte vom Ingenieur und Schiffbauarchitekten Iñigo Echenique. Zunächst war Sea Cloud Husar als Name für das Schiff vorgesehen. Im Zuge der Wiederaufnahme des Baus des Schiffes wurde dieser zu Sea Cloud Spirit geändert. Die Taufe des Schiffes erfolgte am 7. September 2021 im Hafen von Palma de Mallorca. Zunächst war Elena von Spanien, die Schwester von König Felipe VI., als Taufpatin vorgesehen, die jedoch absagte. Die Jungfernfahrt des Schiffes begann am 14. September 2021 in Civitavecchia.

## Technische Daten
Die Sea Cloud Spirit ist ein Dreimast-Vollschiff mit 28 Segeln. Die Segelfläche beträgt rund 4100 m². Der Großmast ragt 57,90 m über die Wasserlinie. Das Schiff wird traditionell von Hand gesegelt. Unter optimalen Windbedingungen werden rund 12 kn erreicht. Die Rumpflänge beträgt knapp 126 m, einschließlich Bugspriet ist das Schiff 138 m lang.
Neben den Segeln ist das Schiff mit einer dieselelektrischen Antriebsanlage ausgestattet. Zwei Siemens-Elektromotoren mit jeweils 1700 kW Leistung treiben zwei Propeller an. Das Schiff ist mit einem elektrisch angetriebenen Bugstrahlruder ausgestattet. Für die Stromerzeugung stehen vier Dieselgeneratorsätze des Typs MAN 8L23/30H zur Verfügung. Außerdem wurde ein von einem Volvo-Penta-Dieselmotor des Typs D16 angetriebener Notgenerator verbaut.

## Ausstattung
Das Schiff verfügt über vier Decks mit Einrichtungen für die Passagiere: Hauptdeck, Promenadendeck, Kapitäns- und Lidodeck sowie Sonnendeck. Die insgesamt 69 Passagierkabinen verteilen sich auf das Hauptdeck, Promenadendeck und Kapitäns- und Lidodeck. Die 25 Kabinen auf dem Promenadendeck verfügen über eigene Balkone. Auf dem Hauptdeck befinden sich außerdem eine Krankenstation, eine Boutique und der Wellness- und Spa-Bereich. Außerdem kann hier auf der Steuerbordseite eine Badeplattform ausgebracht werden, von der aus auch Wassersportaktivitäten möglich sind. Auf dem Promenadendeck sind die Rezeption sowie im hinteren Bereich des Schiffes das Restaurant untergebracht. Auf dem Kapitäns- und Lidodeck befinden sich vorne eine Bibliothek, im mittleren Bereich eine Lounge und im hinteren Bereich eine Bar kombiniert mit einem Bistro. Das Sonnendeck ist zum großen Teil offen. Hier befinden sich weitere Aufenthaltsbereiche für die Passagiere. Im vorderen Bereich des Decks befinden sich weitere Aufbauten, in denen unter anderem ein Fitnessbereich untergebracht ist. Im vorderen Bereich befinden sich unter anderem die Brücke und die Kapitänskammer. Die Passagierbereiche sind neben einem Treppenhaus mit einem Fahrstuhl miteinander verbunden. Für die Innenbereiche zeichnete das Hamburger Planungsbüro Partner Ship Design verantwortlich.
Unterhalb des Hauptdecks befindet sich ein Deck mit einem Großteil der Einrichtungen für die Schiffsbesatzung. Das Schiff ist mit vier Zodiac-Festrumpfschlauchbooten ausgestattet.